# 植村家貴
植村 家貴（うえむら いえたか）は、大和高取藩の第11代藩主。
文化4年（1807年）2月26日、第9代藩主・植村家長の四男として生まれる。文政7年（1824年）5月、第10代藩主で兄の家教の養子となる。嘉永元年（1848年）5月、兄の隠居により家督を継ぐ。嘉永2年（1849年）6月、外桜田門番に任じられ、嘉永4年（1851年）6月13日には奏者番に任じられた。
嘉永6年（1853年）2月23日に死去した。享年47。跡を養子の家興が継いだ。